# Comuna Lesiciovo, Pazardjik
Lesiciovo (în bulgară Лесичово) este o comună în regiunea Pazardjik, Bulgaria, formată din satele Borimecikovo, Dinkata, Kalugherovo, Lesiciovo, Pamidovo, Ștărkovo și Țerovo. 

## Demografie
Componența etnică a comunei Lesiciovo
     Turci (2,4%)
     Romi (14,95%)
     Bulgari (75,53%)
     Nicio identificare (6,8%)
     Altele (0,29%)
La recensământul din 2011, populația comunei Lesiciovo era de 5.408 locuitori. Din punct de vedere etnic, majoritatea locuitorilor (75,53%) erau bulgari, existând și minorități de romi (14,95%) și turci (2,4%). Pentru 6,8% din locuitori nu este cunoscută apartenența etnică.